# Schaumweinsteuer

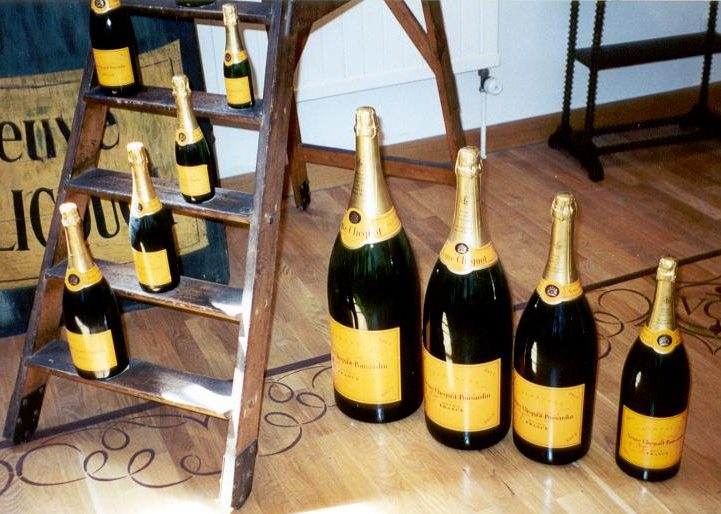
Verschiedene Schaumweingebinde (Champagner), die der Besteuerung unterliegen

Die Schaumweinsteuer (auch Sektsteuer genannt) ist eine Bundessteuer in Deutschland und Österreich.

## Schaumweinsteuer in Deutschland

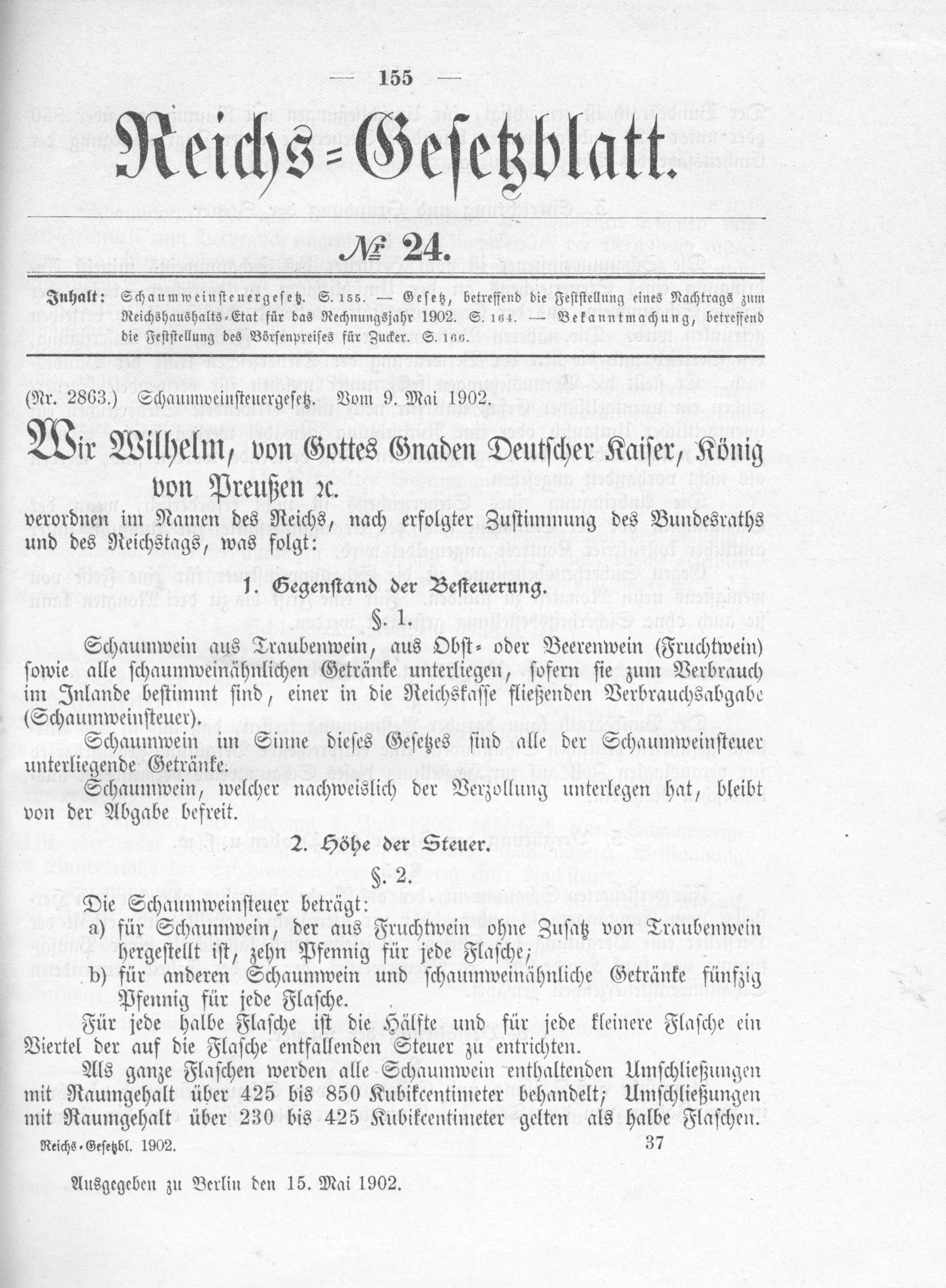
Veröffentlicht im Reichsgesetzblatt (RGBl.) vom 15. Mai 1902

In Deutschland zählt sie nach § 1 Abs. 1 SchaumwZwStG zu den Verbrauchsteuern. Sie gilt allgemein für Schaumwein, aber auch für andere Spirituosen mit einem bestimmten Alkoholgehalt und ist abhängig von der Füllmenge.
Die aktuelle Rechtsgrundlage der Schaumweinsteuer bildet das Schaumwein- und Zwischenerzeugnissteuergesetz (SchaumwZwStG).

### Geschichte
Die Schaumweinsteuer wurde 1902 vom Reichstag zur Finanzierung der kaiserlichen Kriegsflotte eingeführt, weil „bei einer so starken Steigerung der Ausgaben für die Wehrkraft des Landes auch der Schaumwein herangezogen werden muß“. Der Beschluss des Schaumweinsteuergesetzes durch den Reichstag erfolgte nach drei Beratungen in der Sitzung am 26. April 1902. Es wurde am 15. Mai 1902 veröffentlicht (RGBl. Seite 155) und trat am 1. Juli 1902 in Kraft.
Auf den damaligen Durchschnittspreis von 2,50 Mark wurden 50 Pfennige aufgeschlagen.
Auch in den deutschen Schutzgebieten erfolgte die Besteuerung, allerdings – mangels Produktion – bei der Einfuhr mittels Zollerhebung. In Togo und Deutsch-Ostafrika unterlag Schaumwein dem allgemeinen Wertzoll von 10 %, in Kamerun wurde pro Liter 1,30 Mark erhoben, in Deutsch-Südwestafrika 1 Mark, in Deutsch-Neuguinea 1,25 Mark und in Deutsch-Samoa 1,40 Mark.
Mit den Erträgen aus der Schaumweinsteuer ließ sich lediglich ein sehr geringer Teil der Rüstungsausgaben des Kaiserreichs abdecken:
| Jahr | Bevölkerung | Ausgaben Armee | Ausgaben Marine | Gesamte Rüstungsausgaben | Anzahl Sektflaschen | Schaumweinsteuereinnahmen bei 0,5 M pro Flasche | Prozentuale Abdeckung der Rüstungs- ausgaben durch die Schaumweinsteuer |
| ---- | ----------- | -------------- | --------------- | ------------------------ | ------------------- | ----------------------------------------------- | ----------------------------------------------------------------------- |
| 1905 | 60,6 Mio.   | 697 Mio. M     | 231 Mio. M      | 928 Mio. M               | 11 Mio.             | 5,5 Mio. M                                      | 0,59 %                                                                  |
| 1910 | 64,9 Mio.   | 831 Mio. M     | 426 Mio. M      | 1.257 Mio. M             | unbekannt           | unbekannt                                       | unbekannt                                                               |
| 1913 | 67,5 Mio.   | 1009 Mio. M    | 467 Mio. M      | 1.476 Mio. M             | unbekannt           | unbekannt                                       | unbekannt                                                               |

Die Steuer wurde 1933 als eine Maßnahme zur Überwindung der Wirtschaftskrise auf null gesenkt, aber nicht abgeschafft. 1939 wurde sie in Form eines Kriegszuschlages, besonders zur Entwicklung der U-Boot-Flotte, wieder aktiviert. Mit der Kriegswirtschaftsverordnung wurde nun ein Aufschlag von 3 Reichsmark pro Flasche erhoben. Durch die Währungsreform 1948 wurden daraus 3 Deutsche Mark. Mit der Gründung der Bundesrepublik Deutschland 1949 gingen die Verantwortung und die Einnahmen auf den Bund über. 1952 wurde die Regelung der Kriegswirtschaftsverordnung durch das neue Schaumweinsteuergesetz ersetzt. Die Steuer betrug nun nur noch 1 Deutsche Mark; 1965 erfolgte eine Erhöhung auf 1,50 DM. Als neuer Zweck wurde die Beseitigung der Kriegsschäden und der Wiederaufbau des Landes genannt. 1993 wurde mit der Vollendung des Europäischen Binnenmarkts das Gesetz zur Besteuerung von Schaumwein und Zwischenerzeugnissen eingeführt, welches das Schaumweinsteuergesetz ersetzte. Seit dem 15. Juli 2009 gilt das aktuelle Schaumwein- und Zwischenerzeugnissteuergesetz.
In der DDR gab es keine Schaumweinsteuer.
Die Sekt- oder Schaumweinsteuer ist ein bekanntes Beispiel für Abgaben, die zu einem bestimmten Zweck eingeführt, aber nach dessen Wegfall nicht wieder abgeschafft wurden.

### Steuergegenstand
- Schaumweine in Flaschen mit Schaumweinstopfen und Haltevorrichtung
- Getränke, die bei +20 °C einen Kohlendioxid-bedingten Überdruck von 3 bar besitzen und den Positionen 2204, 2205 oder 2206 des Zolltarifs zuzuordnen sind. Dazu gehören:

- 2204: Wein aus frischen Weintrauben, einschließlich mit Alkohol angereicherter Wein sowie Traubenmost, ausgenommen solcher der Position 2009, d. h. nicht gegoren, ohne Zusatz von Alkohol.
- 2205: Wermutwein und andere Weine aus frischen Weintrauben, die mit Pflanzen oder anderen Stoffen aromatisiert wurden
- 2206: Andere gegorene Getränke wie Apfelwein, Birnenwein und Met.

### Steuersätze und Steueraufkommen
Die Steuersätze betragen (Stand August 2018)
1. bei weniger als 6 Volumenprozent Alkohol 51 €/hl (= 0,38 €/0,75 l),
2. ab 6 Volumenprozent Alkohol 136 €/hl (= 1,02 €/0,75 l).

Die Einnahmen aus der Schaumweinsteuer betrugen im Jahr 2013 449 Mio. Euro. Im Jahr 2019 erbrachte der Absatz von 320,8 Millionen Liter Schaumwein Steuereinnahmen von 377 Mio. Euro. Die Einnahmen stehen nach Art. 106 Abs. 1 Nr. 2 GG dem Bund zu. Die Schaumwein- und Zwischenerzeugnissteuer wird durch die Bundeszollverwaltung bereits beim Hersteller, auf nachgelagerten Handelsstufen oder beim Einführer erhoben.

### Öffentliche Diskussion und Haltung politischer Akteure zur Schaumweinsteuer
- Die Partei Die Linke fordert die Abschaffung der Schaumweinsteuer und kritisiert sie als „Symbol des Militarismus“.[11]
- Die FDP will nicht nur die Schaumweinsteuer, sondern auch alle anderen überflüssigen Bagatell- und Lenkungssteuern abschaffen, da sie viel Bürokratie verursachen, aber nur wenig Einnahmen generieren.[12]
- Die AfD will ebenfalls kleinere Verbrauchssteuern wie die Schaumweinsteuer entfallen lassen, da sie „verwaltungsaufwendig und aufkommensschwach“ sind und „keinen nennenswerten Beitrag zur Staatsfinanzierung leisten.“[13]

## Schaumweinsteuer in Österreich
Die Schaumweinsteuer wurde in Österreich mit Gesetz vom 2. Februar 1914 (öRGBl 40) eingeführt. 1922 wurde sie auf 120 % des durchschnittlichen Verkaufspreises erhöht (BGBl 843/1922), 1928 auf 30 % des Steuerwertes gesenkt (BGBl 168/1928) und nach dem Beitritt zum Deutschen Reich mittels VO zum 1. August 1938 abgeschafft. Bis 1945 galten die Regelungen wie im Deutschen Reich (siehe oben).
Das Schaumweinsteuergesetz 1960 bestimmte sie als ausschließliche Bundesabgabe. Es wurde im Rahmen des EU-Beitritts ab 1. Jänner 1995 durch das Schaumweinsteuergesetz 1995 abgelöst. Im Jahr 2005 wurde die Abgabe auf Null gesetzt. Zum 1. März 2014 wurde die Schaumweinsteuer wieder eingeführt und betrug einen Euro pro Liter. Ausnahme war der Prosecco Frizzante – dieser gilt (wegen des geringeren Flaschendrucks) steuerlich als Wein. Das Anfang 2020 vorgelegte Regierungsprogramm sah abermals eine Abschaffung der im Volksmund „Sektsteuer“ genannten Abgabe vor. Zum 1. Juli 2021 wurde der Steuersatz auf Null gesenkt: «§ 3. Die Schaumweinsteuer beträgt 0 Euro je Hektoliter Schaumwein.»